# Promenade Samuel-De Champlain
La promenade Samuel-De Champlain se situe à Québec sur la berge du Saint-Laurent entre la côte Ross et la côte de Sillery. Elle constitue le principal legs du gouvernement du Québec à sa capitale nationale pour son 400e anniversaire en 2008. Elle doit son nom à Samuel de Champlain, fondateur de la ville de Québec.
Lancés le 12 juin 2006, les travaux d’aménagement de la promenade ont été pilotés par la Commission de la capitale nationale du Québec (CCNQ). Ils redonnent au public un important accès au fleuve tout en léguant un projet exemplaire destiné à enrichir le patrimoine riverain. Longeant le fleuve sur près de 2,5 km, la promenade offre aux promeneurs, aux cyclistes, aux amateurs de patin à roulettes et aux automobilistes de nouvelles perspectives sur les rives du fleuve.
Conçu à l'origine comme une voie optionnelle et de desserte industrielle, le « nouveau » boulevard Champlain propose des expériences distinctes : la station des Cageux et son quai, les terrains de soccer de la station des Sports, les quatre jardins thématiques de la station des Quais, le boisé de Tequenonday et les sentiers pédestres et cyclables séparés, le tout dans un environnement rythmé de végétaux typiques des berges fluviales et d'œuvres d'art contemporain. L’inauguration officielle de la promenade Samuel-De Champlain a eu lieu le 24 juin 2008, jour de la fête nationale du Québec.

## Historique
Le 3 septembre 1998, les travaux de reconfiguration du boulevard Champlain, qui borde le fleuve Saint-Laurent sur le territoire de la ville de Québec (alors la ville de Sillery), sont annoncés par Paul Shoiry, maire de Sillery, Pierre Boucher, président de la Commission de la capitale nationale du Québec (CCNQ) et le ministère des transports du Québec. D'autoroute, celui-ci devrait devenir un boulevard urbain et serait accompagné d'un parc longeant le fleuve; le schéma d'aménagement de la ville de Sillery présenté le 16 décembre 1999 confirme l'intention d'y aménager un parc linéaire.

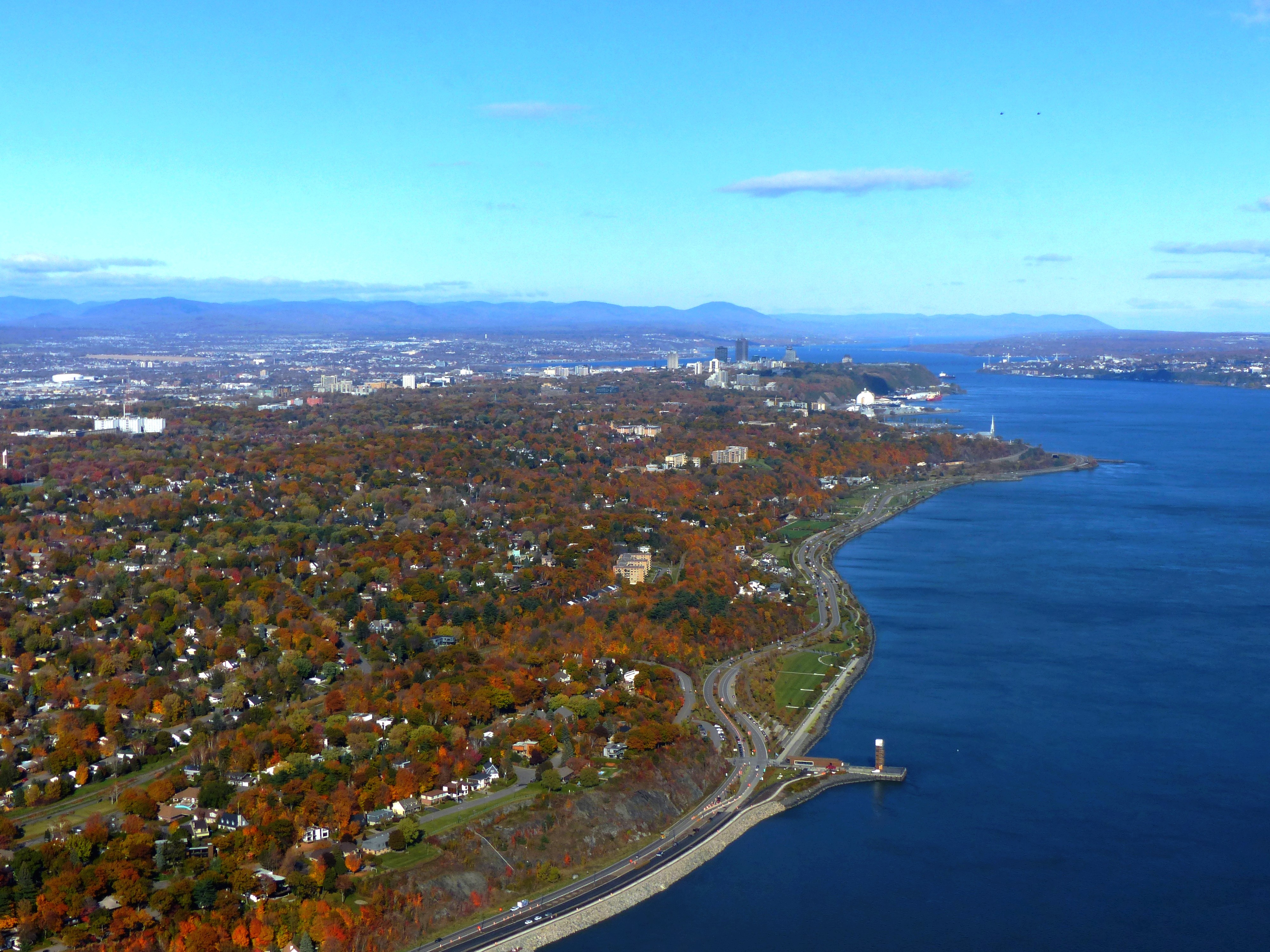
Vue aérienne en 2015

Le 7 juin 2000, le ministre québécois responsable de la Capitale-Nationale, Paul Bégin, annonce la décision du conseil des ministres du gouvernement du Québec de bloquer la spéculation sur les terrains riverains du fleuve afin de permettre leur acquisition. Le 24 octobre 2000, les maires de la région de Québec dénoncent cependant la CCNQ, arguant que l'aménagement du territoire est de la responsabilité des municipalités et non de la commission; le ministère des transports y va également de sa critique le 28 novembre 2000 quant à l'aménagement proposé du boulevard Champlain, qui ne serait pas sécuritaire.
L'annonce par la CCNQ du projet de « Promenade Samuel-de-Champlain » est effectuée le 26 juin 2002.  Le projet s'étend à cette époque sur 12 kilomètres, de la rivière Montmorency à la rivière du Cap Rouge, le long du Saint-Laurent. Le coût du projet est évalué à 175 millions de dollars canadiens et l'aménagement prendrait 10 ans. Le projet est approuvé par le premier ministre du Québec, Bernard Landry qui le qualifie de « chef-d’œuvre de grande envergure ». C'est le 3 mai 2005 que la mise en branle du projet est confirmé, avec une longueur et un budget réduits respectivement à 2,5 km et 70 millions de dollars.
La promenade est ouverte au début de l'été 2008, et inaugurée officiellement le 24 juin 2008, jour de la fête nationale du Québec, en présence du premier ministre du Québec Jean Charest.

## Description

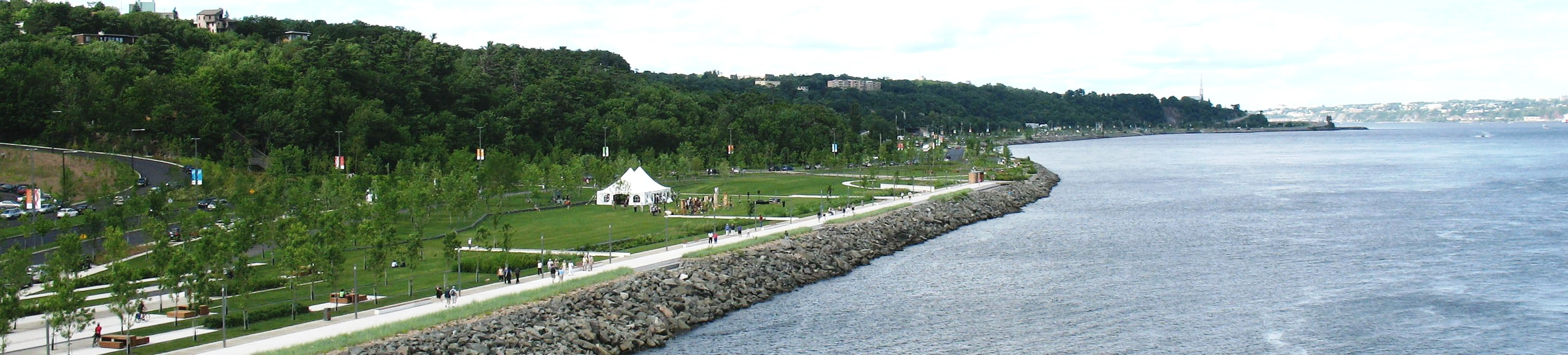
Promenade Samuel-De Champlain vue de la tour du quai des Cageux. À gauche, le Boisé de Tequenonday

Les aménagements contemporains de la promenade puisent leur inspiration dans l’histoire des lieux, témoins tour à tour d’une occupation amérindienne, de missions d’évangélisation et de l’implantation de chantiers navals ou de réservoirs pétroliers.
Le site recèle de nombreuses traces du passé, comme autant de clins d’œil aux activités qui l’ont marqué au fil du temps. Des éléments d’interprétation sont également intégrés au décor pour en apprendre plus.

### Promenade
La promenade est divisée en quatre stations thématiques.

#### Station des Cageux

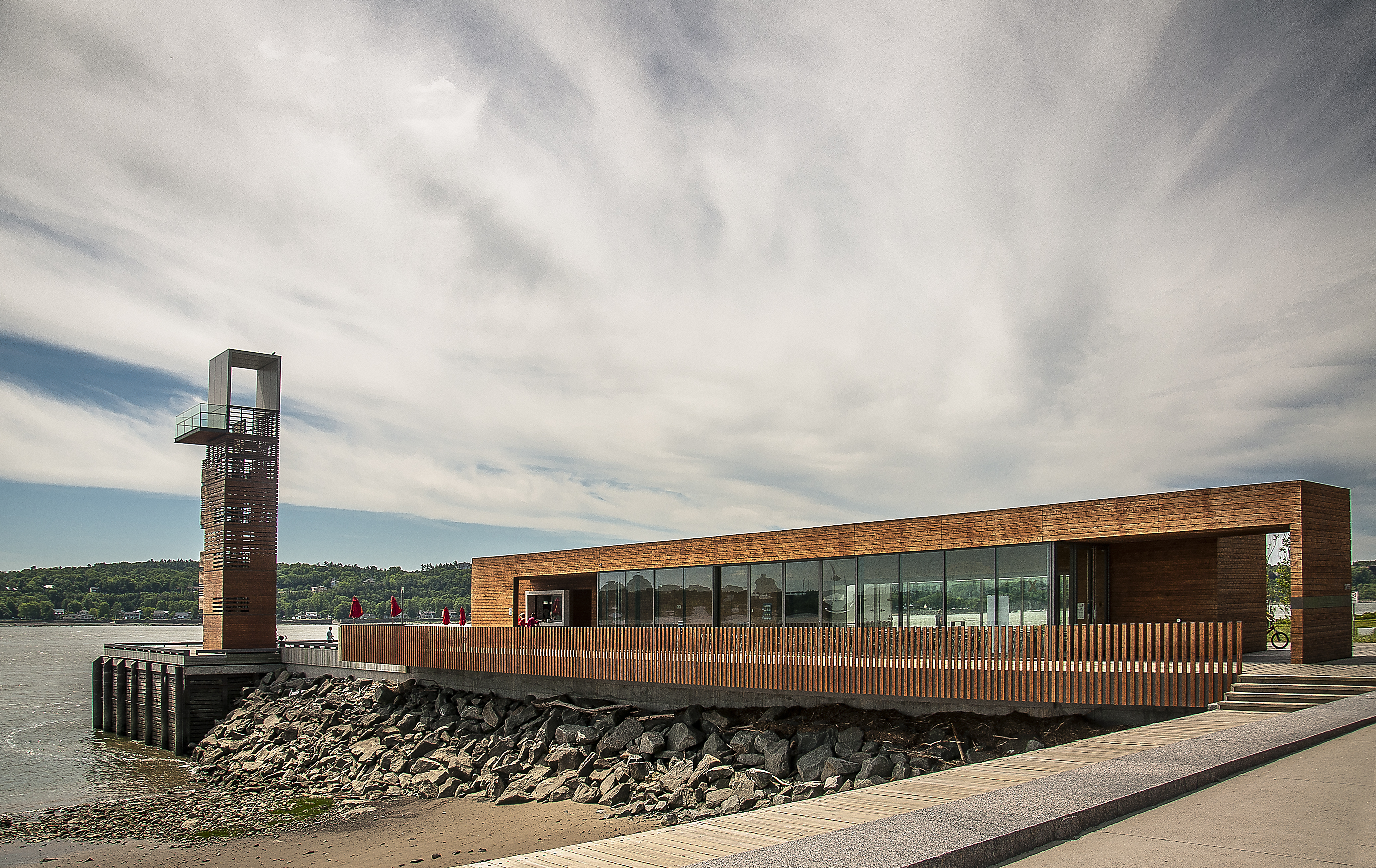
Quai des Cageux

Vaste lieu de rassemblement populaire, ce secteur gravite autour d’un quai industriel réhabilité regroupant des services d’interprétation et de restauration. Un marais contrôlé met à l’honneur la flore indigène littorale alors qu’une tour d’observation et une descente à l’eau permettent d’admirer le fleuve sous tous ses angles.
Les cageux étaient les conducteurs des cages, assemblage de radeaux de bois (ou trains de bois) pour le transport de celui-ci sur le Saint-Laurent et les rivières durant tout le XIXe siècle.
En plus du centre de services, on retrouve à cet endroit une tour d'observation donnant sur le fleuve et les ponts de Québec et Pierre-Laporte.

#### Station des Sports
Deux terrains de soccer à la fine pointe, de grands espaces et une piste multifonctionnelle font bouger les athlètes amateurs de tous âges.

#### Station des Quais
Véritable pôle culturel, ce secteur regroupe quatre jardins thématiques inspirés des humeurs du fleuve – le Quai-des-Brumes, le Quai-des-Flots, le Quai-des-Hommes et le Quai-des-Vents – de même que plusieurs œuvres d'art contemporain.

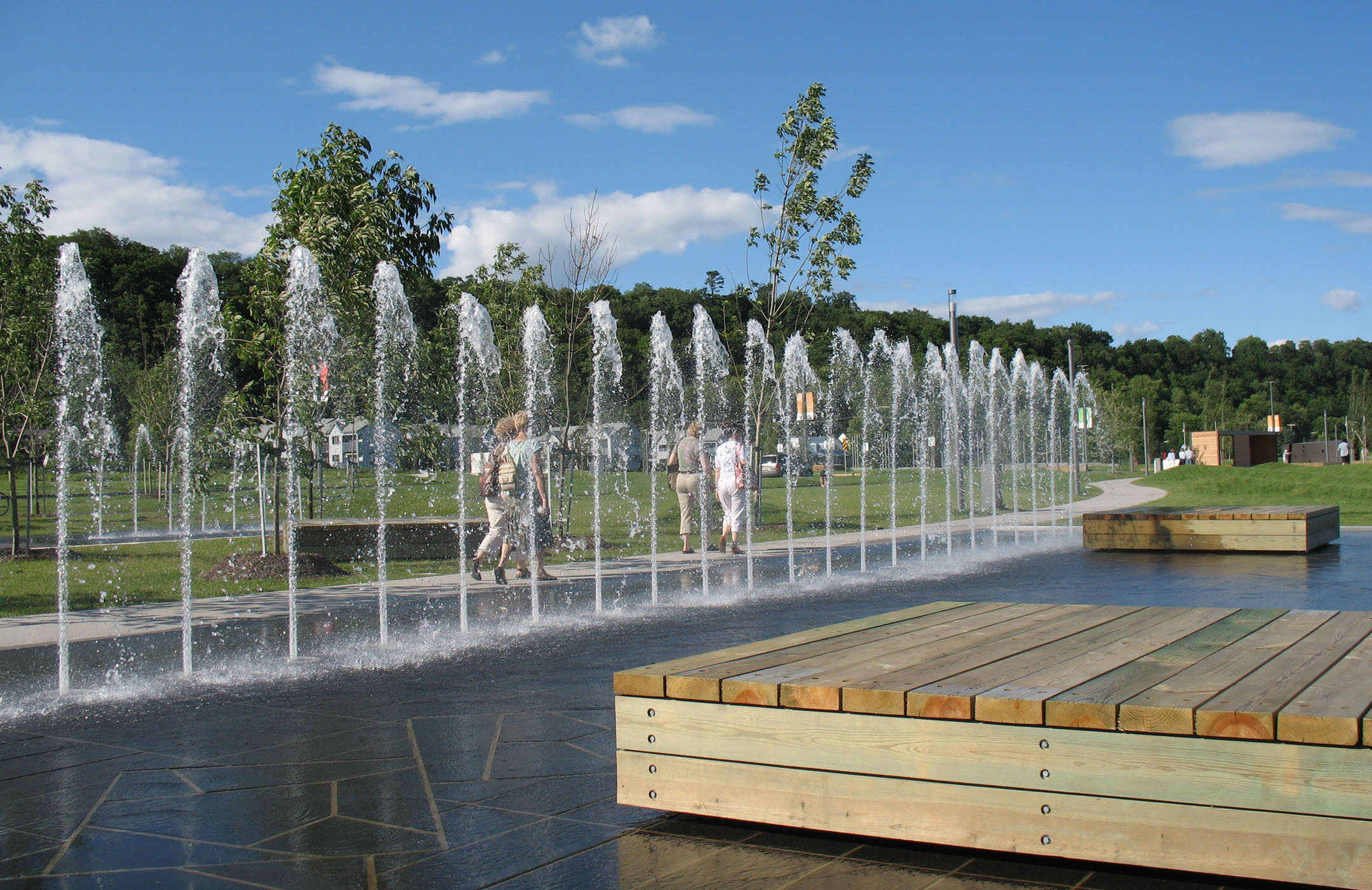
Quai des Flots
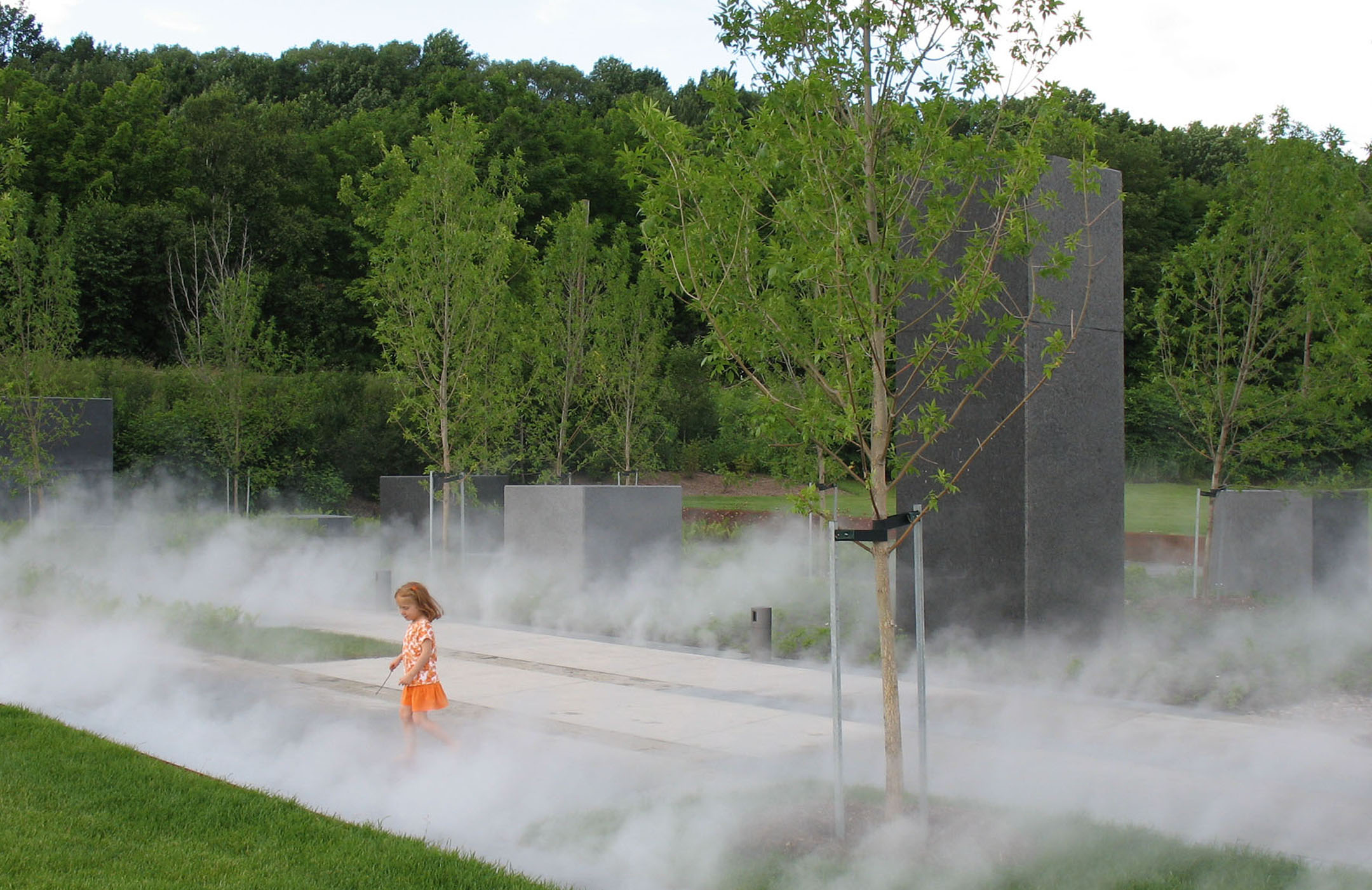
Quai des Brumes
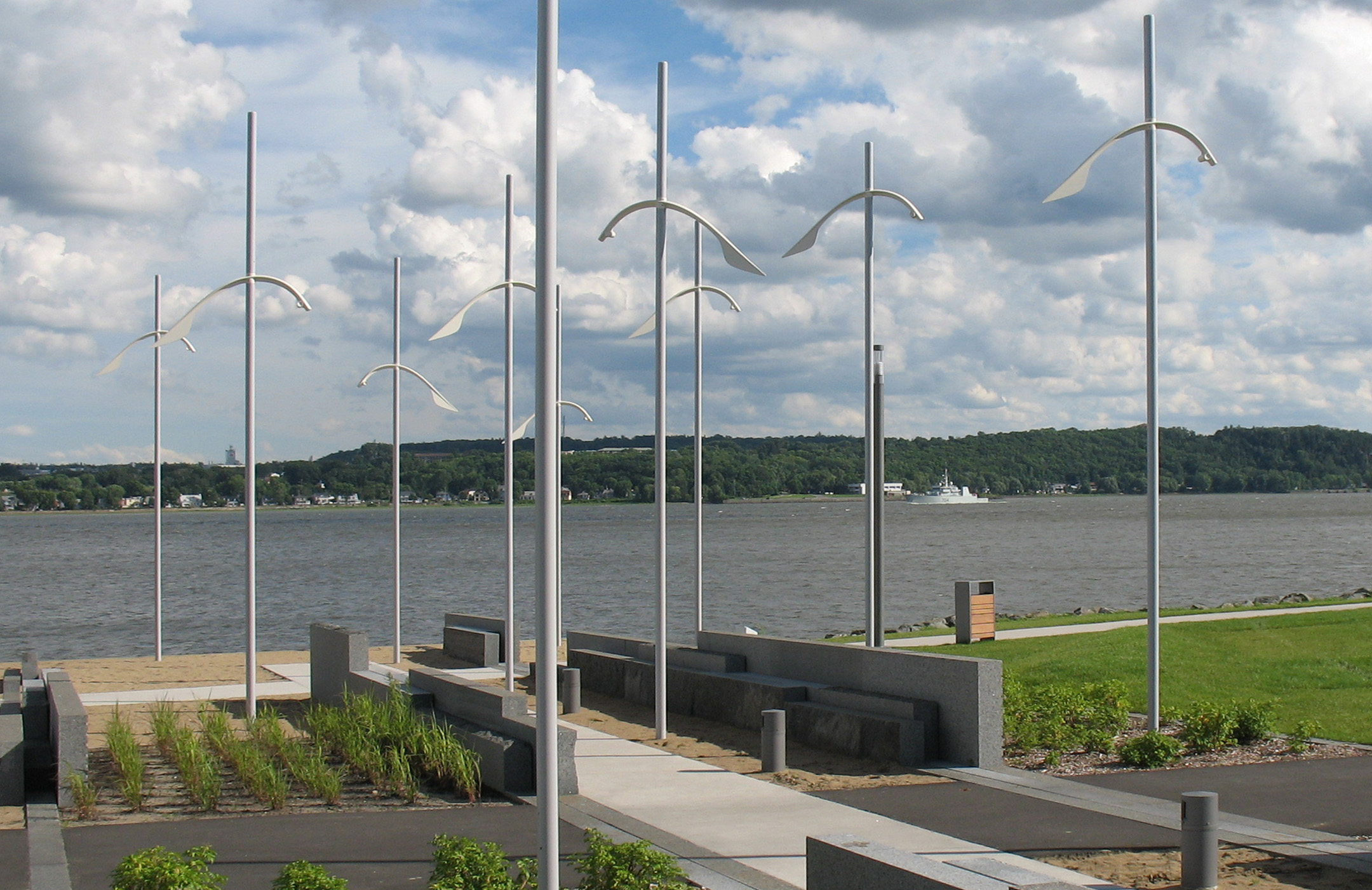
Quai des Vents
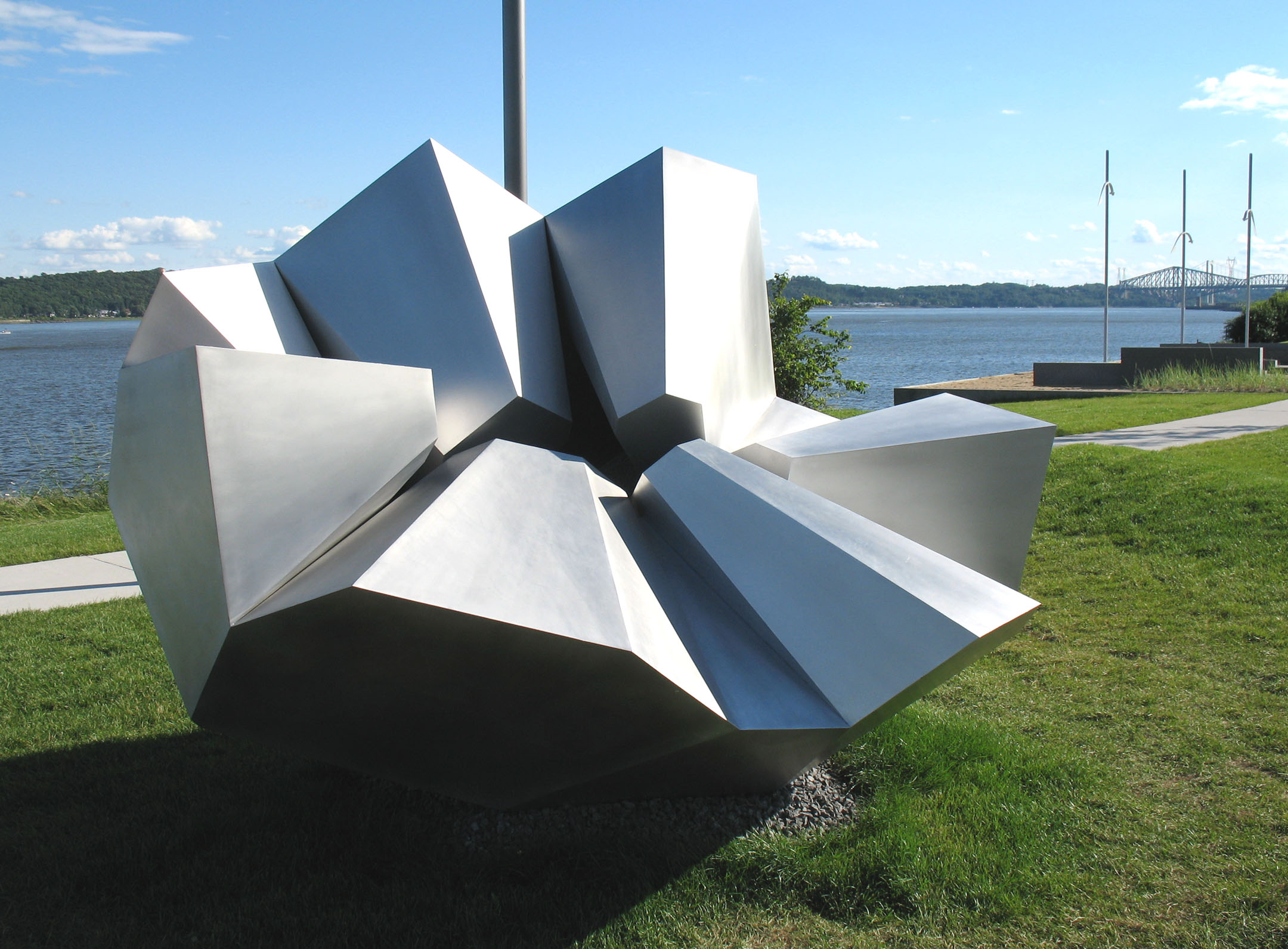
Jean-Pierre Morin, Convergence, sculpture en aluminium, 1997
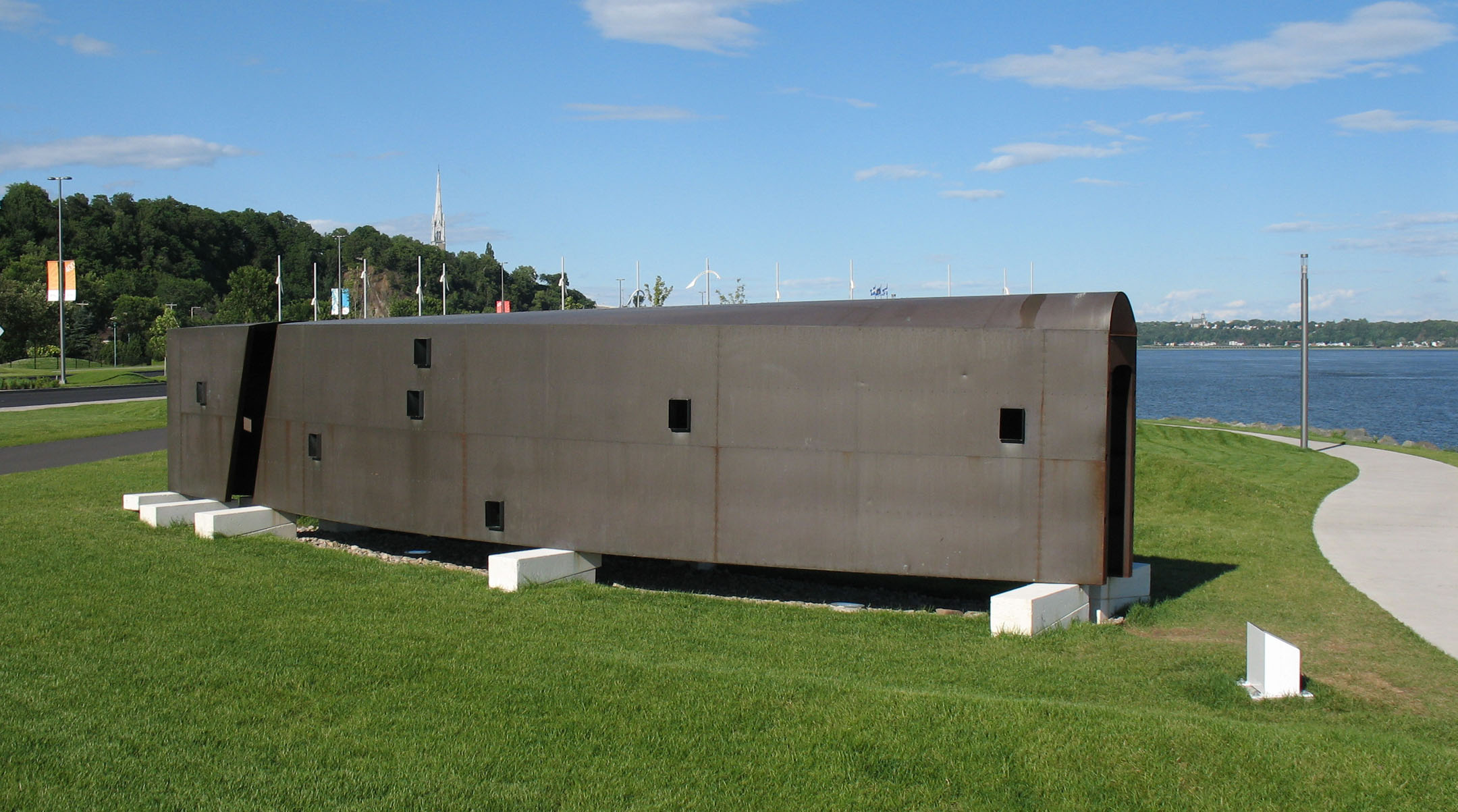
Pierre Bourgault, Latitude 51° 27’ 50’’ – Longitude 57° 16’ 12’’. Sculpture en acier, laiton et bois, 1995

#### Boisé de Tequenonday
Du haut de son cran rocheux, ce boisé unique renferme des vestiges archéologiques amérindiens préhistoriques et des arbres centenaires dont des pins de près de 30 mètres de haut. Il est relié à la promenade, dans la station des Cageux, par un escalier offrant des points de vue variés.

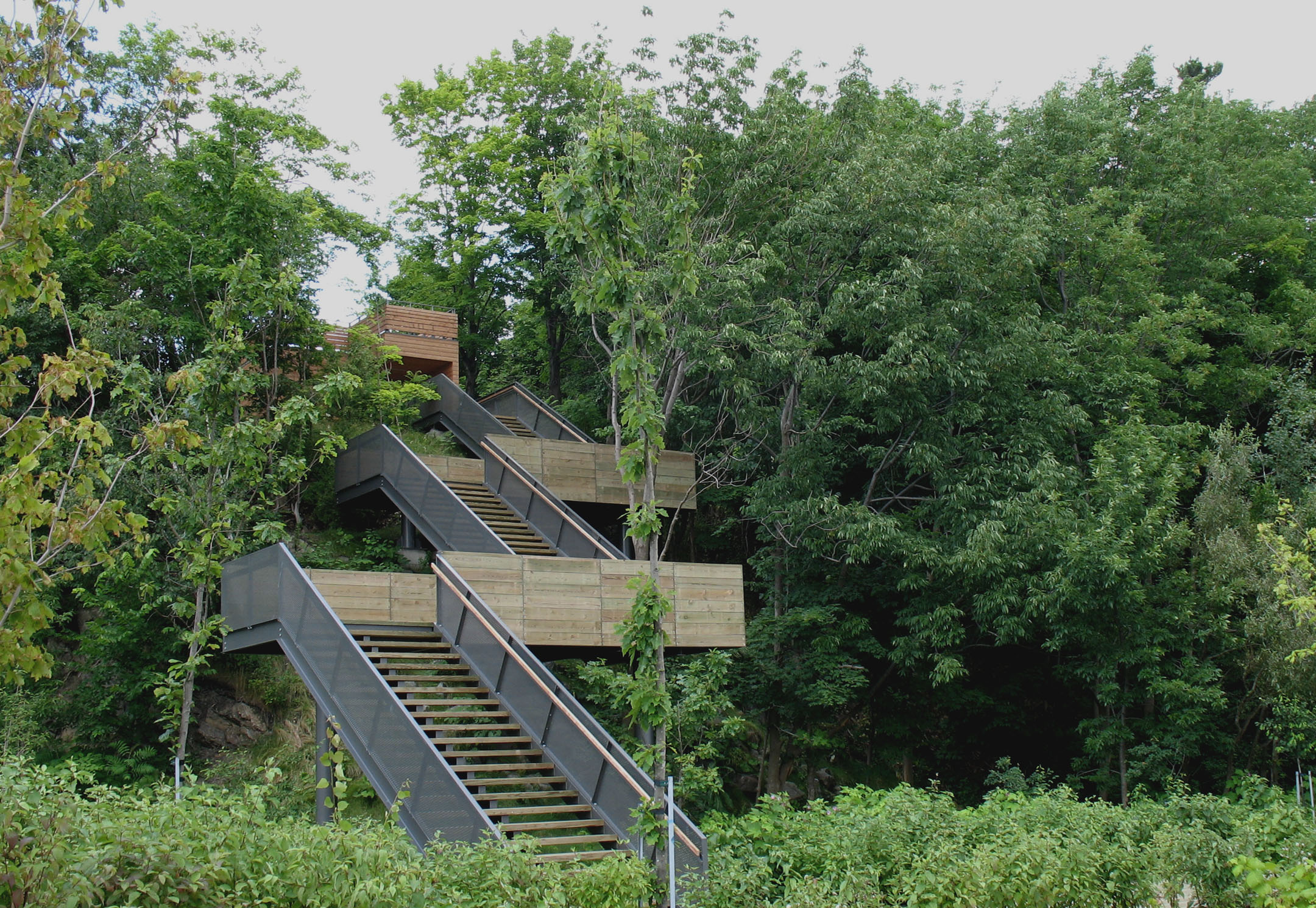
Escalier menant au Boisé de Tequenonday
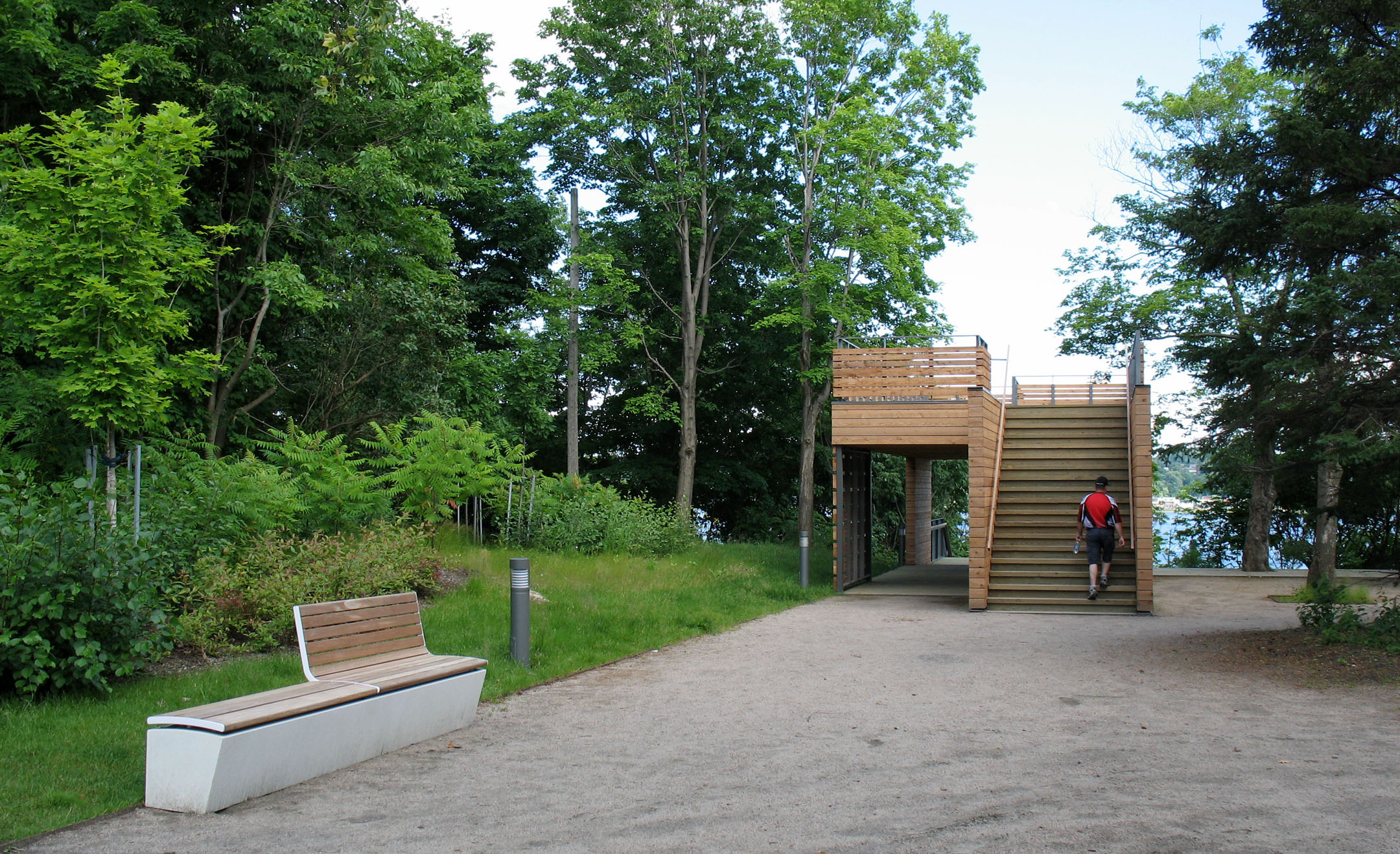
Boisé de Tequenonday
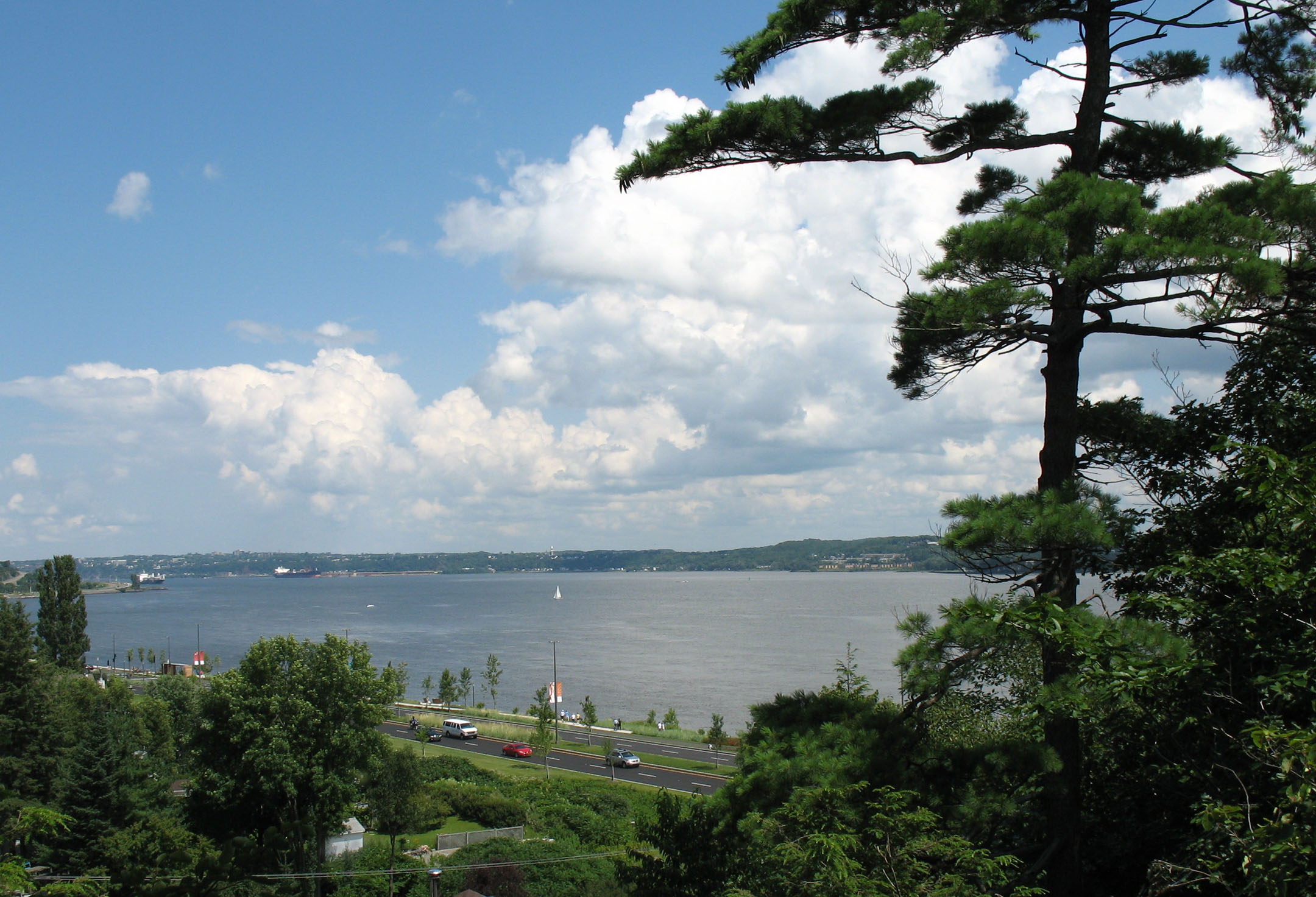
Vue sur la promenade du Boisé de Tequenonday

### Sentier des Grèves

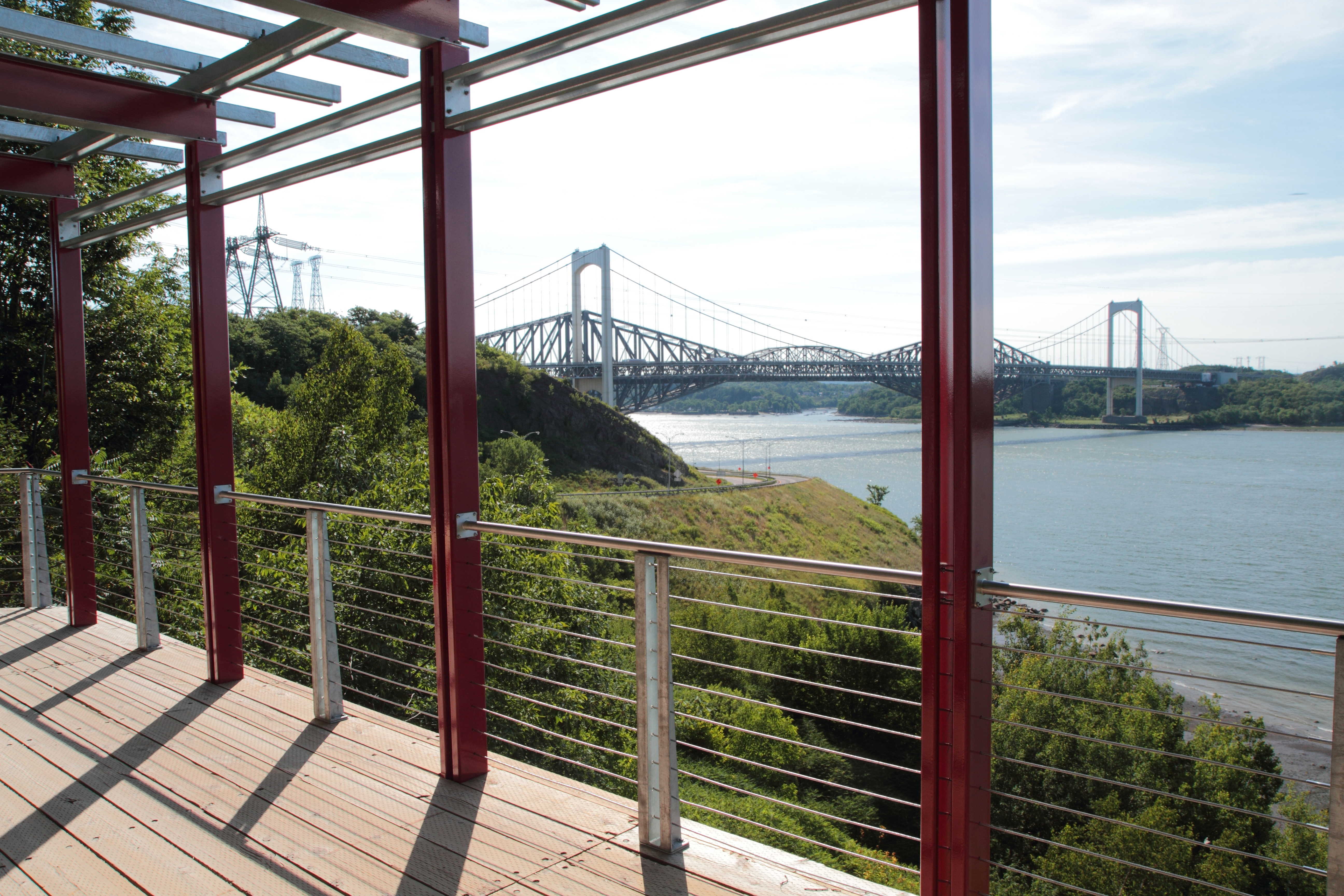
Le sentier des Grèves offre une vue surplombant le fleuve.

La Commission de la capitale nationale du Québec pilote les travaux visant le prolongement de la promenade vers l'ouest. Doté d'un budget de 6 M$, le projet sera réalisé en deux temps, dont le premier à l'automne 2011. Les travaux débutent en juin 2011.
D'une longueur de 3,1 kilomètres, le projet nommé « le sentier des Grèves » est un lien piétonnier longeant le fleuve à l'ouest des ponts et reliant le quai des Cageux au parc de la plage Jacques-Cartier. La falaise faisant partie intégrante du sentier, des escaliers sont construits à plusieurs endroits afin d'établir de nouveaux liens entre le haut et le bas du promontoire menant à Cap-Rouge.
En lien avec ce projet, le ministère des Transports modifiera le tracé du boulevard Champlain entre le quai des Cageux et la bretelle d'accès aux ponts de Québec et Pierre-Laporte, à l'ouest, sur 1,7 km. La largeur des voies de circulation sera réduite pour permettre l'aménagement d'un sentier piétonnier et d'une piste cyclable asphaltée.

### Prolongement vers l'est
Dans un second volet, la Commission enclenchera le prolongement vers l'est de la promenade, depuis la côte de Sillery jusqu'à la côte Gilmour.
La réalisation de cette future station du Foulon se fera dans le cadre d'une entente avec la Ville de Québec. La Commission amorcera les études préliminaires nécessaires, l'élaboration du concept et la préparation du programme fonctionnel et technique.
En été 2023, la station de la plage a été inaugurée. Se situant entre la côte Gilmour et la côte de Sillery, cette station rallonge l'étendue de la Promenade Samuel-De Champlain à 6,8 km. Cette station comprend une piscine avec une capacité de 300 personnes, une plage ainsi qu'un pavillon. 

## Prix et distinctions
Coordonnée par le designer urbain et urbaniste Réal Lestage, la réalisation de la promenade a été confiée à un consortium formé des firmes Daoust Lestage inc., Williams Asselin Ackaoui et Option aménagement, auquel s'est greffé le consortium Genivar/SNC-Lavalin pour l'ingénierie et Pomerleau pour la construction.
Depuis son inauguration, la promenade Samuel-De Champlain cumule de nombreuses distinctions locales, nationales et internationales. En 2011, elle a reçu un certificat d’excellence dans la catégorie Architecture de paysage, design urbain de Mission Design. En 2010, elle a reçu la médaille du Gouverneur général du Canada en architecture pour la réalisation de la promenade.
En 2009, elle a obtenu le Prix spécial du jury remis dans le cadre des Prix Brownie 2009 par l'Institut urbain du Canada. Elle a aussi remporté le Prix international d'architecture décerné par le Chicago Athenaeum: Museum of Architecture and Design, en collaboration avec The European Centre for Architecture Art Design and Urban Studies et Arts Metropolitan Press. La promenade a également gagné deux prix de l'Ordre des architectes du Québec : le Prix d'excellence en architecture, catégorie Architecture institutionnelle, pour le Quai des Cageux, et le Prix d'excellence en architecture, catégorie Architecture urbaine.
Toujours en 2009, la promenade a aussi obtenu un Certificat d'honneur, catégorie Projet remarquable, attribué par le Conseil des monuments et sites du Québec, le Prix du leadership urbain, catégorie Renouveau urbain, remis par l'Institut urbain du Canada, le Prix d'excellence national de l'Association des architectes paysagistes du Canada, le Prix au Mérite de l’American Concrete Institute, le Prix du Mérite du Wood Design & Building Awards, ainsi qu'une mention spéciale du jury au quatrième gala ELIXIR organisé par le PMI-Montréal.
En 2008, la promenade s'est illustrée en remportant trois prix majeurs (premier prix, catégorie Architecture commerciale; premier prix, catégorie Design urbain; prix d’excellence, catégorie Architecture du paysage) lors de la 18e édition du concours canadien Design Exchange Awards, présentée à Toronto. La promenade a de plus été sélectionnée parmi 224 projets finalistes dévoilés par le jury du World Architecture Festival qui s'est tenu à Barcelone et, enfin, elle a reçu un prix spécial du jury lors de la soirée gala du concours Les Mérites d’architecture de la Ville de Québec.